# Южное сельское поселение (Омская область)
Южное се́льское поселе́ние — муниципальное образование в Павлоградском районе Омской области Российской Федерации.
Административный центр — село Южное.

## История
Статус и границы сельского поселения установлены Законом Омской области от 30 июля 2004 года № 548-ОЗ «О границах и статусе муниципальных образований Омской области».

## Население
| 2010  | 2011  | 2012  | 2013  | 2014  | 2015  | 2016  |
| ----- | ----- | ----- | ----- | ----- | ----- | ----- |
| 2001  | ↘1998 | ↘1997 | ↘1978 | ↘1964 | ↘1901 | ↘1874 |
| 2017  | 2018  | 2019  | 2020  | 2021  | 2023  |       |
| ↘1851 | ↘1834 | ↘1810 | ↘1753 | ↘1246 | ↘1228 |       |

## Состав сельского поселения
| № | Населённый пункт | Тип населённого пункта       | Население |
| - | ---------------- | ---------------------------- | --------- |
| 1 | Камышино         | деревня                      | 5         |
| 2 | Раздольное       | деревня                      | 439       |
| 3 | Степное          | деревня                      | 271       |
| 4 | Южное            | село, административный центр | 1286      |